# Mike Starr (musicus)

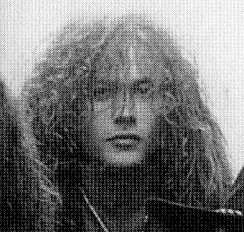
Starr in 1988

Michael Christopher Starr (Honolulu, 4 april 1966 – Salt Lake City, 8 maart 2011) was een Amerikaanse muzikant, vooral bekend als de originele bassist van de rockband Alice in Chains, waarmee hij speelde vanaf de formatie van de band in 1987 tot januari 1993. Hij was ook lid van de bands Sato, Gypsy Rose, Sun Red Sun en Days of the New Starr. 
Hij had een lange geschiedenis van middelenmisbruik, waaronder verslavingen aan zowel heroïne als synthetische opioïden. In 2011 stierf hij op 44-jarige leeftijd aan een overdosis medicijnen.